# Idionotus brunneus
Idionotus brunneus är en insektsart som beskrevs av Scudder, S.H. 1901. Idionotus brunneus ingår i släktet Idionotus och familjen vårtbitare. Inga underarter finns listade i Catalogue of Life.